# Hybos typicus
Hybos typicus är en tvåvingeart som beskrevs av Wheeler och Axel Leonard Melander 1901. Hybos typicus ingår i släktet Hybos och familjen puckeldansflugor. Inga underarter finns listade i Catalogue of Life.